# Leichtathletik-Weltmeisterschaften 2017/Teilnehmer (Tunesien)
| Gelbes Symbol für Goldmedaillen mit stilisierten Olympischen Ringen | Graues Symbol für Silbermedaillen mit stilisierten Olympischen Ringen | Braundes Symbol für Bronzemedaillen mit stilisierten Olympischen Ringen |
| ------------------------------------------------------------------- | --------------------------------------------------------------------- | ----------------------------------------------------------------------- |
| —                                                                   | —                                                                     | —                                                                       |

Tunesien entsandte drei Athleten für die Weltmeisterschaften in London.

## Ergebnisse

### Männer

#### Laufdisziplinen
| Athlet            | Disziplin        | Vorlauf     | Vorlauf | Halbfinale  | Halbfinale | Finale             | Finale             |
| Athlet            | Disziplin        | Zeit        | Platz   | Zeit        | Platz      | Zeit               | Platz              |
| ----------------- | ---------------- | ----------- | ------- | ----------- | ---------- | ------------------ | ------------------ |
| Abdessalem Ayouni | 800 m            | 1:46,19 min | 15      | 1:47,39 min | 22         | nicht qualifiziert | nicht qualifiziert |
| Raouf Boubaker    | 3000 m Hindernis | 8:46,25 min | 39      |             |            | nicht qualifiziert | nicht qualifiziert |

### Frauen

#### Laufdisziplinen
| Athletin       | Disziplin   | Vorlauf | Vorlauf | Halbfinale | Halbfinale | Finale    | Finale |
| Athletin       | Disziplin   | Zeit    | Platz   | Zeit       | Platz      | Zeit      | Platz  |
| -------------- | ----------- | ------- | ------- | ---------- | ---------- | --------- | ------ |
| Chahinez Nasri | 20 km Gehen |         |         |            |            | 1:35:45 h | 39     |